# サムライディフェンダー
『サムライディフェンダー』（英：Samurai Defender）は、ゲームソフト開発等を行う会社リンクキットが開発したタワーディフェンスゲーム。	iOS、Android、Windows、Windows Phone、ニンテンドー3DS向けに配信された。また、新規ステージなどを追加したNintendo Switch版は『サムライディフェンダー 〜戦国合戦アクション〜』（― せんごくかっせんアクション、英：Samurai Defender: Ninja Warfare）のタイトルで発売された。

## 概要
日本の戦国時代を舞台とした作品で、自軍の城門へ向けて迫りくる敵の大軍に対して弓兵などで応戦し撃退する。スクロールしない固定画面で任意の場所をタップして攻撃するというシンプルな作りで、あらかじめセットした補助技「計略」も用いながら各ステージを攻略していく。
本作はリンクキットにとって初のゲーム作品となる。世界規模で遊ばれるゲームを作るという考えから侍を題材としたゲームを企画し、およそ4か月の開発期間を経て2013年3月にリリースされた。配信当初はゲーム内の使用言語が日本語のみ対応していたが台湾で人気となりダウンロード数を伸ばした。その後に中国語と英語にも対応し、2015年4月にはダウンロード数が200万に達した。

## システム

### 基本システム
プレイヤーキャラクター（後述）は画面左側の城門上部に位置し、画面の任意地点をタップするとその場所へ向けて武器を放つ。一方、敵軍は画面右側から城門をめがけて前進し、城門を攻撃されると耐久値（ライフ）のゲージが減少する。出現した敵軍を全員倒せばステージクリア、城門の耐久値が0になれば防衛失敗となる。
支援者を呼び攻略を補助する「計略」（後述）を3つセットできる（同じ計略の重複も可）。時間の経過とともに各アイコンの周囲にある計略ゲージが溜まっていき、満タンの状態で「士気」のゲージを一定数消費することで使用可能となる。士気は時間経過により少しずつ回復する。
敵を倒すと銅銭と経験値が手に入り、ステージクリア時とレベルアップ時には小判を入手できる。銅銭はプレイヤーキャラクターの能力強化や耐久値・士気ゲージの上限アップの際に消費し、経験値と小判は初期段階で使用できないプレイヤーキャラクターと計略を解除する条件となっている。

### プレイヤーキャラクター
各キャラクターの攻撃能力に違いはないが、弓兵以外は特殊能力を備えている。銅銭を一定額消費すると同じキャラクターが複数人並ぶようになる。
弓兵
初期段階から使用できる。特殊能力はない。
忍者
士気ゲージの回復速度が速くなる。
戦姫
銅銭の取得数が1.2倍になる。
上級弓兵
計略ゲージの回復速度が1.2倍になる。

### 計略
援軍
援軍の兵士が現れ戦場を右向きに前進しながら攻撃する。
城大工
城の耐久力を一定量回復する。
くノ一
敵にくないを投げて毒状態にしダメージを与え続けることができる。対象となる敵はランダムで選ばれる。
工兵
敵の攻撃を防ぐ柵を戦場に設置する。柵にも耐久力があり攻撃を受け続けると消滅する。
お姫様
自軍の兵士の攻撃力が一定時間高くなる。
鉄砲兵
兵士が任意地点に留まり弾を発射し続ける。再攻撃までの時間が少し長い。
砲兵
戦場の任意地点に砲弾を放ち、一定範囲内の敵を一度に攻撃する。再攻撃までの時間が長い。

## 敵の兵種

### 兵士
複数の兵種が記載されている項目は右のものほど能力が高い。
の〜みん兵 / 足軽 / 剣兵 / 上級剣兵 / 剣兵大将
剣を振って攻撃する。剣兵大将は部隊全体の攻撃力を上昇させる能力を持つ。
槍雑兵 / 槍足軽 / 槍兵 / 上級槍兵 / 槍兵大将
槍を構えて攻撃する。飛んできた武器をはじくことがある。槍兵大将は部隊全体の耐久力を上昇させる能力を持つ。
騎兵 / 上級騎兵 / 騎兵大将
移動速度が速い。上級騎兵は工兵が立てた柵を乗り越える能力を、騎兵大将は部隊全体の移動速度を上昇させる能力を持つ。
弓兵 / 火矢兵 / 上級弓兵
遠方から矢を放ち攻撃する。
亀甲車 / 赤亀
耐久力が高い。亀甲車は移動速度が遅いが赤亀は速い速度で移動する。
薙刀兵
薙刀を振って攻撃する。攻撃力は低いが攻撃範囲が広い。
鉄砲兵
遠方から威力の高い弾を放つ。再攻撃までの時間が少し長い。
砲兵
大砲から砲弾を発射し広範囲に打撃を与える。耐久力が高いが、再攻撃までの時間が長い。
くノ一
素早く移動し戦場の中盤付近でくないを投げて攻撃する。攻撃力と耐久力は低い。
忍者
空中から飛来して攻撃する。攻撃力は低め。

### ボス武将
10ステージごとに、実在の武将を基にした「ボス武将」が登場する。ボス武将はそれぞれ独自の計略を使用する。
真田幸村
槍を構えて素早く移動する。計略「獅子奮迅」は城門へ向けて突進し大打撃を与える。
長宗我部元親
槍で矢を薙ぎ払う。計略「土佐水軍」は巨大な軍船を呼び出し大筒から砲丸を発射する。
毛利元就
辺りを飛び移りながら矢を放つ。計略「神速三矢」は3本の矢を素早く連射する。
明智光秀
辺りを飛び移りながら鉄砲を発射する。計略「謀反焼討」は火矢兵の大軍を呼ぶ。
豊臣秀吉
ゆっくりと前進しながら刀で攻撃する。計略「甲斐忍者」はくノ一を複数呼び自軍兵士に毒ダメージを与える。
武田信玄
ゆっくりと前進しながら刀で攻撃する。計略「風林火山」は追い風を起こして自軍の攻撃を跳ね返し同時に騎兵を複数呼ぶ。
伊達政宗
素早く前進しながら刀で攻撃する。計略「独眼竜刀閃」は刀から三日月状の閃光を放ち広範囲を攻撃する。
上杉謙信
大剣を振り下ろして攻撃する。計略「毘沙門天の怒り」は雷を落として広範囲を同時に攻撃する。
徳川家康
ゆっくりと前進しながら刀で攻撃する。計略「千軍万馬」は騎兵、上級槍兵、くノ一、砲兵を呼ぶ。
織田信長
馬を駆り刀で攻撃する。計略「織田鉄砲隊」は戦場の中央付近に鉄柵を即座に作り同時に鉄砲兵の大軍を呼ぶ。